# David Nehrman Ehrenstråhle
David Ehrenstråhle, före adlandet David Nehrman, född 14 juli 1695 i Malmö, död 6 maj 1769 på Säby, Bäckaby socken, Jönköpings län, var en svensk juris professor och rättslärd. Han anses allmänt som svensk civilrätts store man.

## Karriär
David Nehrman föddes i Malmö som son till handelsmannen Hans Nehrman och dennes tredje hustru Ingeborg Faxe. Han inskrevs vid Lunds universitet 30 januari 1712, studerade för Johan Lundersten och Anders Rydelius, men överflyttade på grund av krigets inflytande över undervisningen sina studier till Tyskland och studerade från 1714 vid Rostocks universitet, från 1716 vid universitetet i Halle och från 1717 vid universitetet i Leiden, för Christian Thomasius och Nikolaus Hieronymus Gundling. 1717 blev han auskultant i Göta hovrätt men fortsatte 1718-1719 sina studier vid Lunds universitet där han disputerade 1719 efter studier i juridik under Arvid Moller och Jonas Hörling. 1720 utsågs han till extra ordinarie professor i svensk och romersk rätt i Lund, och blev ordinarie 1721. Han var universitetets rektor under år 1731. Han erhöll 1749 revisionssekreterares titel.
Sedan han blivit Hörlings efterträdare som professor, innehade han den befattningen i 30 år och ingick fram till 1732 även i konsistoriet, men utträdde ur det på egen begäran på grund av den enorma arbetsbördan och för att uteslutande ägna sig åt forskning. Han började och avslutade varje termin med orden "I Jesu namn!"
Nehrman fick adliga rättigheter 1746, men processen avslutades inte förrän 1756 då adelsbrevet skrevs. Vid adlandet fick han namnet Ehrenstråhle. Släkten adlades dock formellt 1746. År 1752 utnämndes han till doktor i juridik, vid Adolf Fredriks kröning, och lämnade tjänsten 1753 med full lön. Hans läromedel användes ytterligare i 50 år efter hans avgång.
Ehrenstråhles betydelse för rättsvetenskapen har fortsatt att tilldra sig intresse från rättshistoriker, i synnerhet vad beträffar samtida syn på 1734 års lag. Hans huvudverk är från 1729, Inledning til then swenska iurisprudentiam civilem.

## Familj
Ehrenstråhle gifte sig 1724 med Helena Maria Linneria (1702–1790), adlad Linnerhielm, dotter till biskopen Jonas Petri Linnerius och Elisabeth Swebilia, adlad Adlerberg. En del av hennes arv var frälsesäteriet Säby i Bäckaby socken, där de slog sig ner 1753, och där han sedermera avled. Bland deras barn finns översten Hans Ehrenstråhle, som var far till författaren Helena Maria Ehrenstråhle.
Vid en brand på egendomen gick stora delar av hans privata bibliotek förlorade. Resterande delar av biblioteket övergick till Linköpings stifts- och landsbibliotek. David Ehrenstråhle vilar, tillsammans med hustru, barn och ättlingar, i ättens gravkor på Bäckaby lilla lantkyrkogård.